# Ma Zengyu
Dans ce nom chinois, le nom de famille, Ma, précède le nom personnel.
Ma Zengyu (en chinois : 马增玉), née le 7 mai 1983 à Shenyang, Liaoning, est une joueuse chinoise de basket-ball. Elle joue en tant que arrière.

## Biographie
Elle évolue dans le club Liaoning Hengye, à Shenyang,.
Avec la sélection chinoise, elle participe au Championnat d'Asie 2009, remporté par la Chine sur le score de 91 à 71 face à la Corée du Sud, et à l'édition suivante de cette même compétition, remportée face à ce même adversaire sur le score de 65 à 62. Le titre asiatique de 2009 permet aux Chinoises de participer au championnat du monde 2010 où elles terminent à la treizième place. Le titre asiatique de 2011 leur permet de disputer les jeux olympiques 2012 de Londres.